# Плещицы (Брестская область)
Плещицы (бел. Плешчыцы) — агрогородок в Пинском районе Брестской области Белоруссии. Административный центр Плещицкого сельсовета. Население — 1095 человек (2025).
На территории агрогородка функционируют: 3 магазина, средняя школа, детсад, отделения Белпочты и Беларусбанка, церковь, библиотека. Населённый пункт стремительно расширяется за счёт переселяющихся с города людей и, соответственно, увеличения количества частных домов преимущественно в западной части агрогородка.

## География
Агрогородок расположен в 8 км к юго-востоку от центра Пинска. В 22 км к югу проходит граница с Украиной. Плещицы находятся на заболоченной пойме Припяти примерно в 2 км к востоку от самой реки. Вокруг агрогородка расположена сеть мелиорационных каналов. Через Плещицы проходит автодорога Р6 (Пинск — Столин).

## История
Впервые населённый пункт упоминается в XVI веке. Название же агрогородка означает "небольшой пруд" или "деревня среди большой воды".

## Культура
- Музей ГУО «Плещицкая средняя школа» Пинского района

## Достопримечательности
- Церковь св. Михаила Архангела. Построена из кирпича в начале 2000-х годов.
- Придорожная часовня с колокольней XIX века (предположительно 1810-е).
- Крест

## Галерея

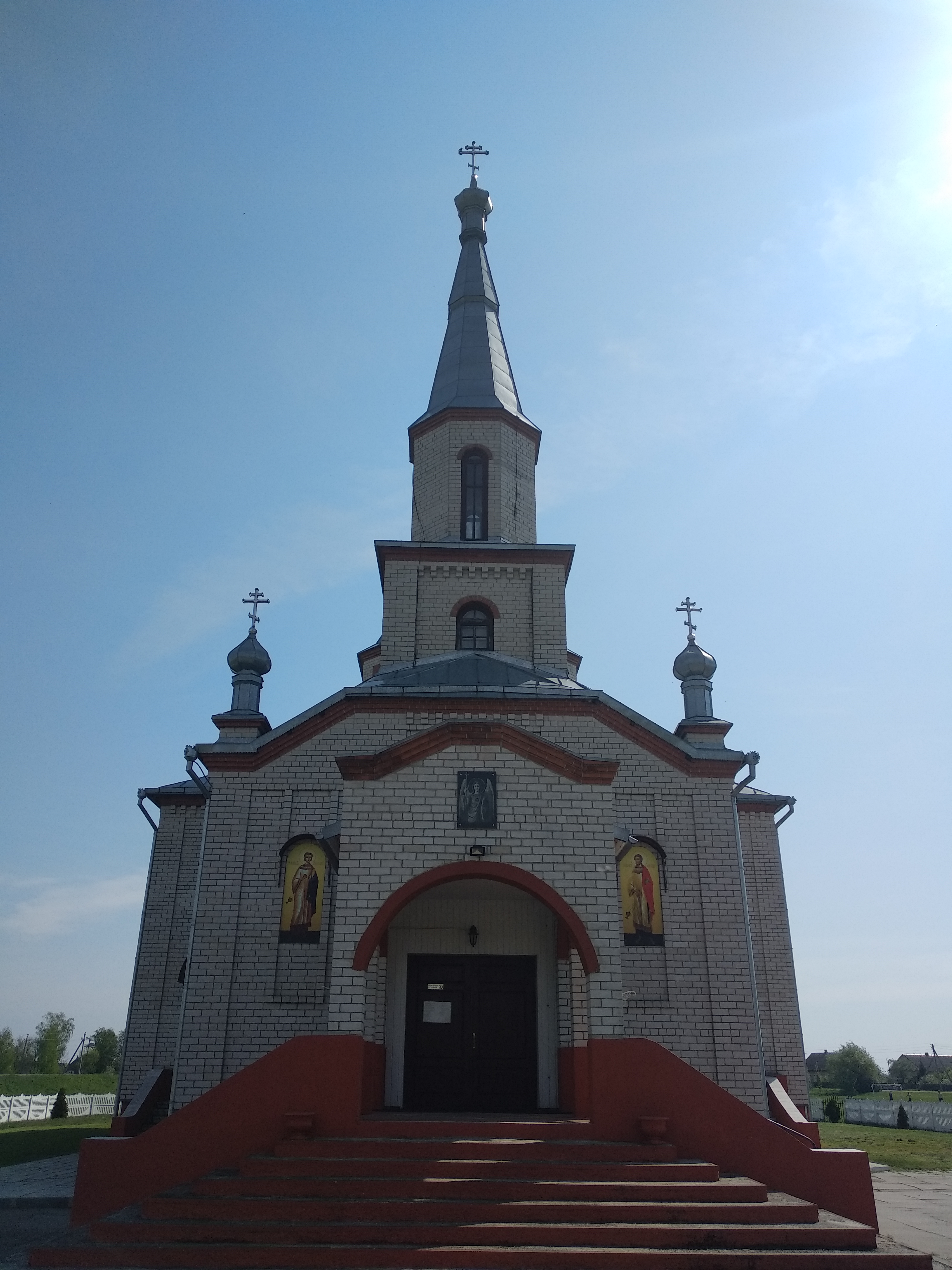
Церковь св. Михаила Архангела
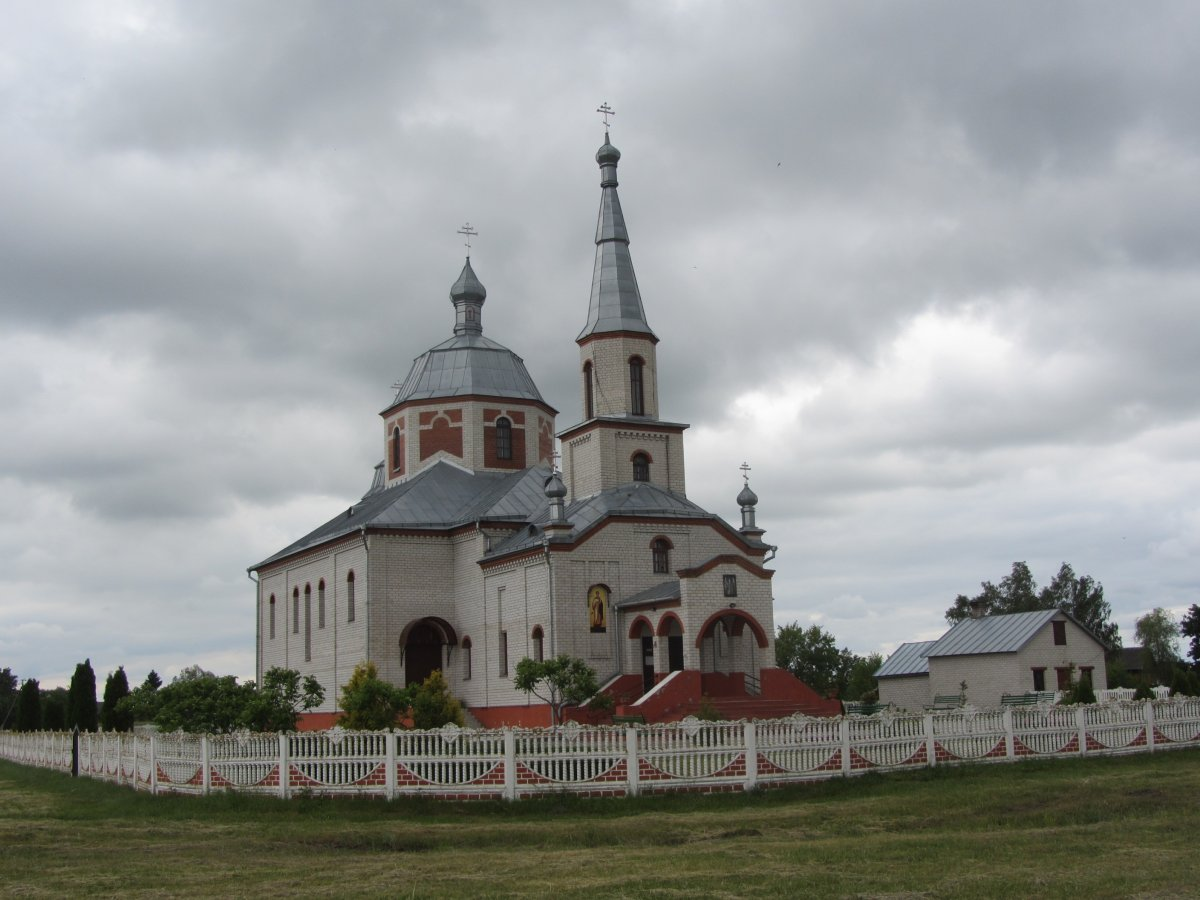
Церковь св. Михаила Архангела
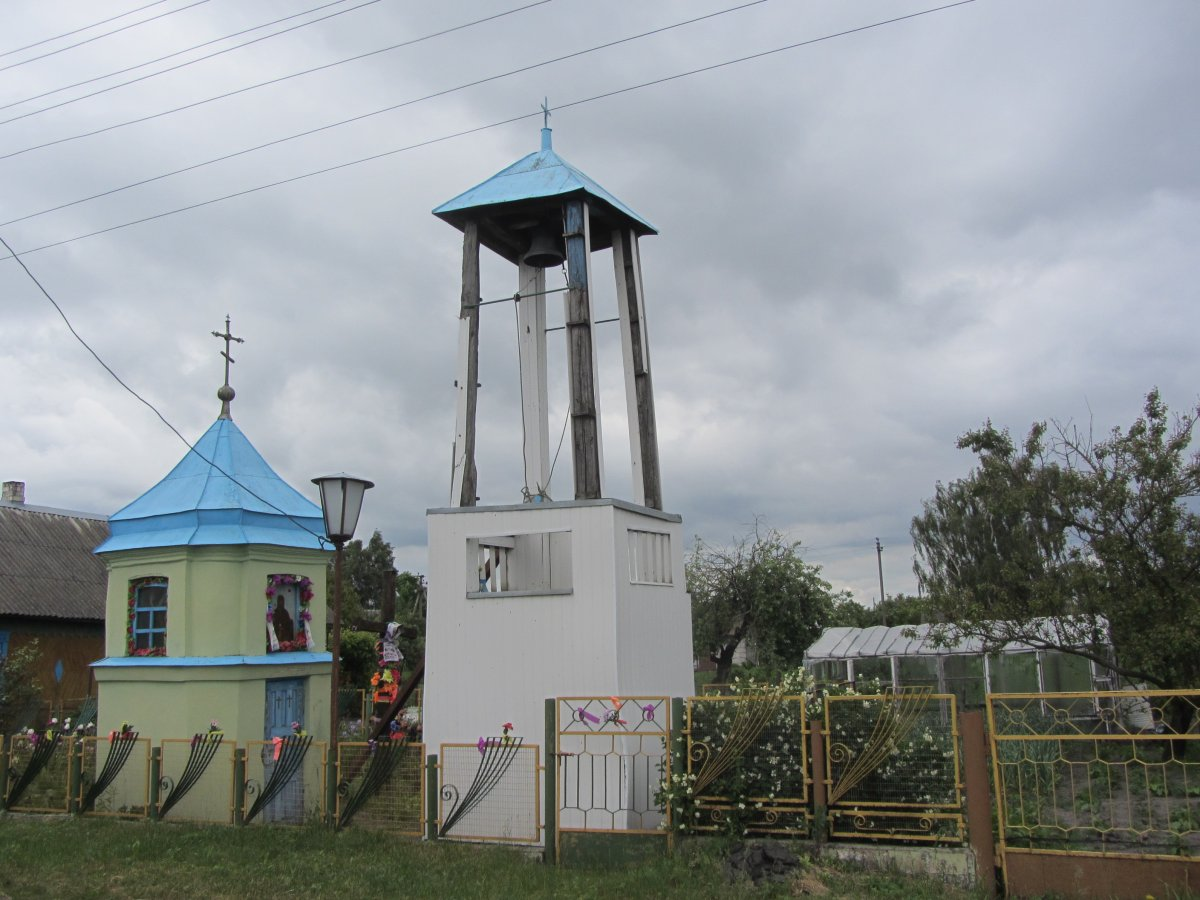
Часовня и колокольня
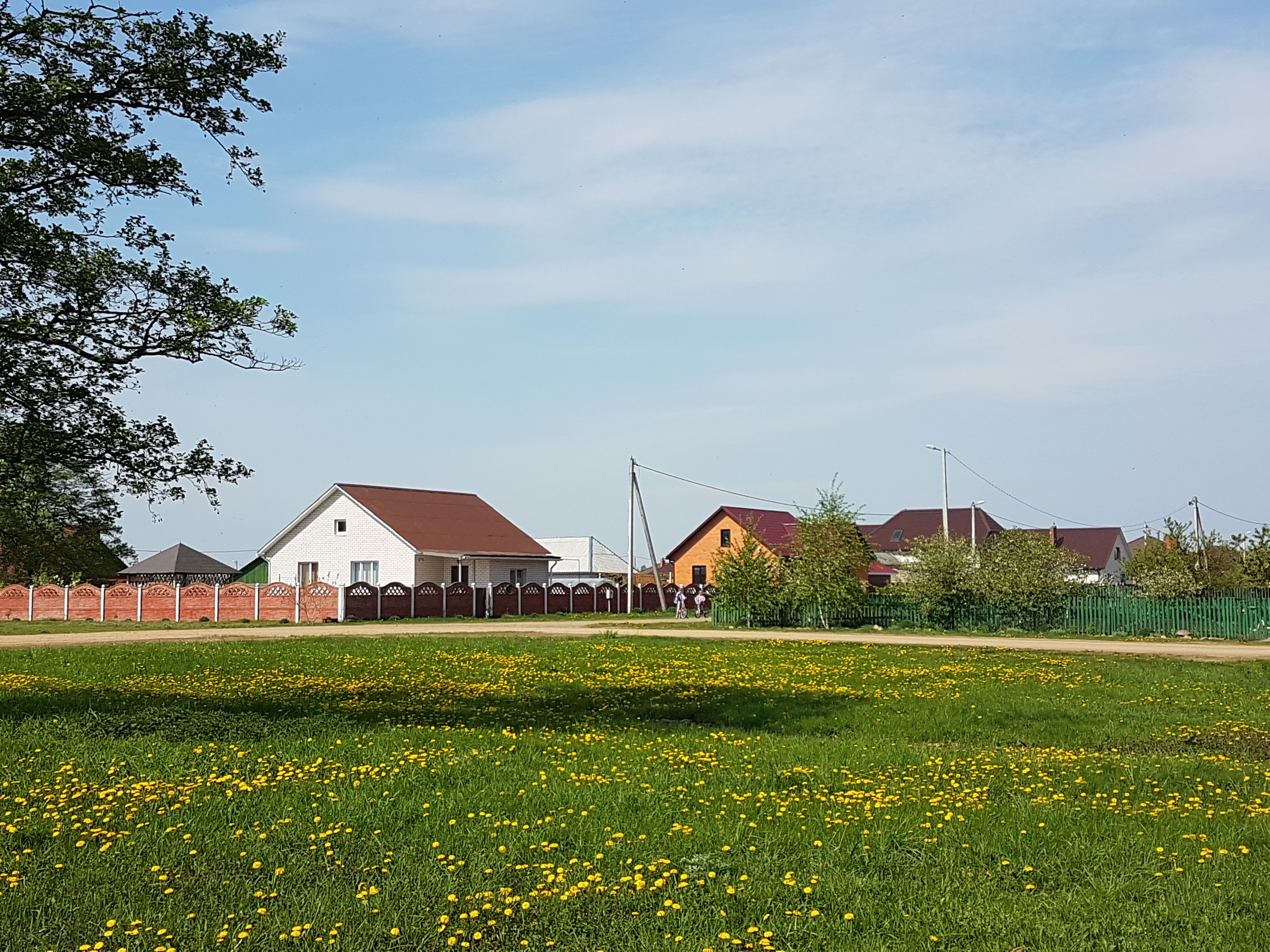
Панорама
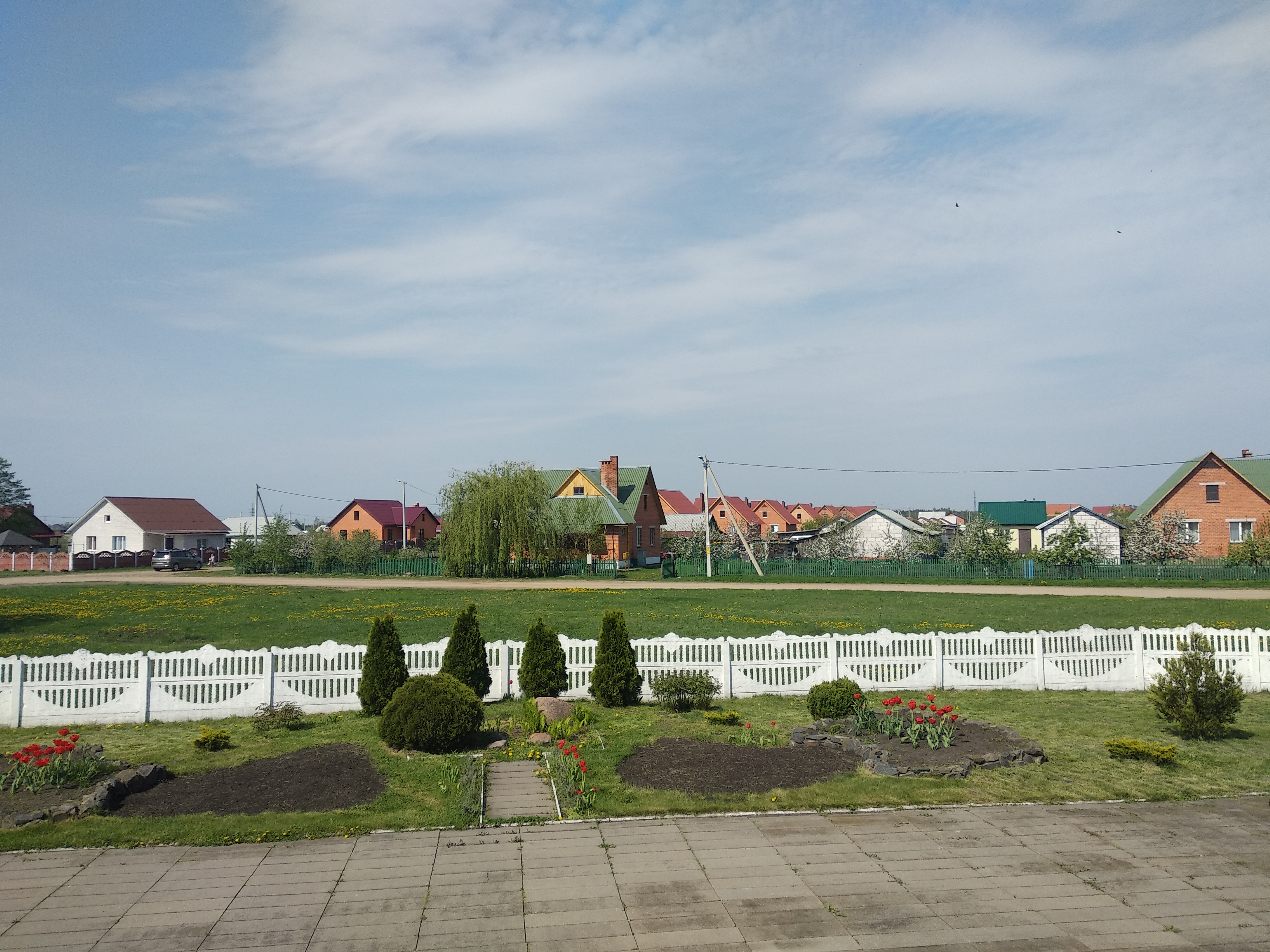
Панорама
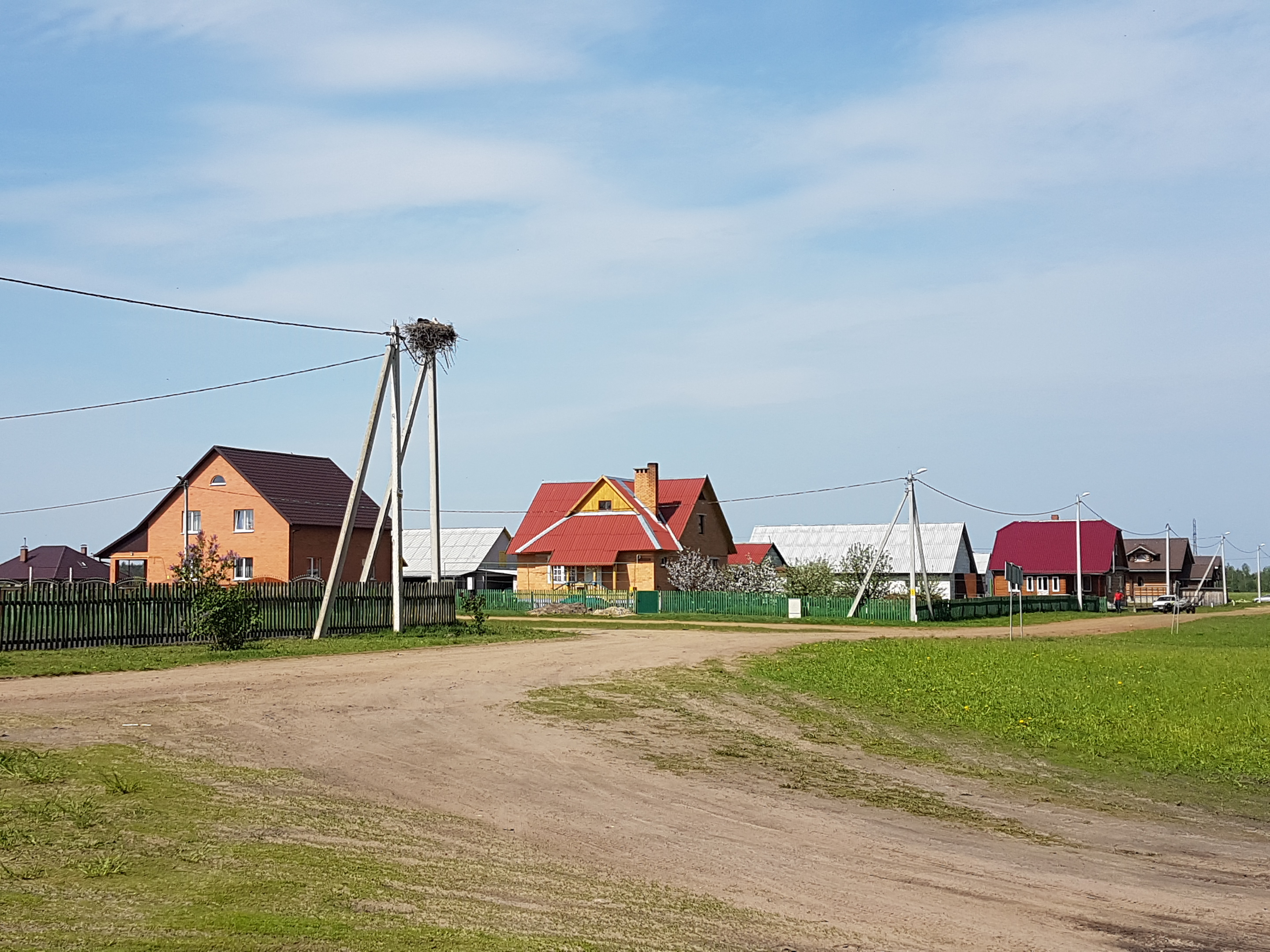
Панорама

## Известные уроженцы
- Василий Андреевич Сакович — белорусский дипломат.